# Солошино (Полтавская область)

Солошино (укр. Солошине) — село,
Григоро-Бригадировский сельский совет,
Кобелякский район,
Полтавская область,
Украина.
Код КОАТУУ — 5321881303. Население по переписи 2001 года составляло 836 человек.

## Географическое положение
Село Солошино находится в 3,5 км от левого берега Каменского водохранилища,
в 2-х км от села Григоро-Бригадировка.

## Экономика
- Охотхозяйство «Тахтаевское».

## Объекты социальной сферы
- Школа I—II ст.

## Известные люди
- Загребельный Павел Архипович (1924—2009) — украинский писатель, Герой Украины, лауреат Государственной премии СССР, Шевченковской премии, родился в селе Солошино.